# The Private Life of Henry VIII
The Private Life of Henry VIII is een Britse dramafilm uit 1933 onder regie van Alexander Korda. Destijds werd de film in Nederland uitgebracht onder de titel Het liefdesleven van Hendrik VIII.

## Verhaal
De film schetst het liefdesleven van koning Hendrik VIII vanaf het huwelijk met zijn tweede vrouw Anna Boleyn. Zijn huwelijken worden dikwijls fataal voor zijn verschillende vrouwen.

## Rolverdeling
| Acteur           | Personage             |
| ---------------- | --------------------- |
| Charles Laughton | Hendrik VIII          |
| Robert Donat     | Thomas Culpeper       |
| Franklin Dyall   | Thomas Cromwell       |
| Miles Mander     | Wriothesley           |
| Laurence Hanray  | Aartsbisschop Cranmer |
| William Austin   | Hertog van Kleef      |
| John Loder       | Peynell               |
| Claud Allister   | Cornell               |
| Gibb McLaughlin  | Franse beul           |
| Sam Livesey      | Engelse beul          |
| Merle Oberon     | Anna Boleyn           |
| Wendy Barrie     | Jane Seymour          |
| Elsa Lanchester  | Anna van Kleef        |
| Binnie Barnes    | Catharina Howard      |
| Everley Gregg    | Catharina Parr        |